# Тип 64 (пистолет)
Пистолет «Тип 64» со встроенным глушителем разработан в начале 1960-х годов как малошумное оружие для подразделений специального назначения НОАК (также поставлялся партизанам НФОЮВ в годы Вьетнамской войны). Данная модель является самозарядной. В пистолете применяются специально разработанные патроны 7,65x17 с гильзой без выступающей закраины. Эти патроны также обозначаются «Тип 64». Никакие другие патроны к этому пистолету не подходят.
Дальнейшим развитием «Типа 64» стал пистолет Тип 67.

## Патрон 7,65×17 мм Тип 64
Для пистолета был создан специальный патрон Тип 64 на базе патрона 7,65×17 мм Browning (также известном как .32 ACP), и отличается от исходного более тяжёлой пулей и гильзой без выступающей закраины. Масса пули патрона Тип 64 — 4,8 грамма, начальная скорость — 240 м/с, дульная энергия — 138 Дж, то есть в 2 с лишним раза меньше, чем у патрона 9х18 ПМ.

## Спецификация
В силу малой мощности используемого боеприпаса и грубых прицельных приспособлений эффективная дальность применения этого пистолета не превышает десяти — пятнадцати метров. Для снижения звука выстрела пистолет оснащён интегральным двухкамерным глушителем несимметричной относительно оси ствола формы. Изнутри глушитель заполнен рулоном свёрнутой металлической сетки, служащей для торможения и охлаждения пороховых газов. В передней части глушителя дополнительно расположен резиновый обтюратор, препятствующий интенсивному прорыву пороховых газов через отверстие в его торце. Для исключения шума, создаваемого в момент выстрела подвижными частями пистолета, его затвор может блокироваться в переднем положении, тем самым превращая пистолет в несамозарядный. Блокировка затвора осуществляется при помощи поперечно подвижной кнопки, расположенной в затворе и выступающей в углублениях на боковинах затвора справа или слева. При нажатии на кнопку слева направо затвор блокируется при помощи поворотной личинки, визуально напоминающей уменьшенный затвор автомата Калашникова, при нажатии на кнопку справа налево затвор разблокируется и пистолет превращается в обычное самозарядное оружие со свободным затвором. На левой стороне рамки расположен ручной предохранитель. УСМ курковый, одинарного действия (несамовзводный). Прицельные приспособления фиксированные, при этом мушка расположена на корпусе глушителя. Магазин коробчатый, однорядный, ёмкостью 9 патронов. Защелка магазина расположена внизу рукоятки на левой стороне. Прицельные приспособления открытого типа состоят из мушки и целика.